# Cristoforo Solari

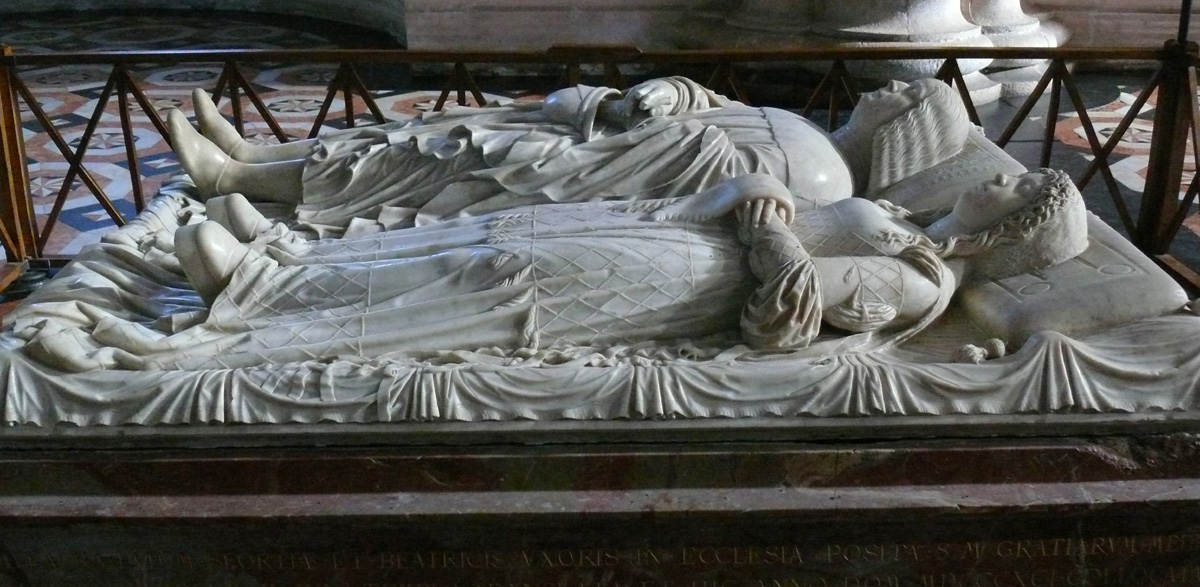
Cenotafio di Ludovico il Moro e Beatrice d'Este (Certosa di Pavia)

Cristoforo Solari detto il Gobbo (Milano, 1468 – maggio 1524) è stato uno scultore e architetto italiano.

## Biografia
Figlio di Bartolomeo (Bertola), mastro muratore e carpentiere, della prolifica famiglia dei Solari di Carona (cui appartenne il celebre architetto Guiniforte Solari, ingegnere ducale negli anni di Francesco Sforza e Galeazzo Maria Sforza), fratello di Andrea Solario e di Pietro, ricevette i primi rudimenti dell'arte dal fratello Alberto, architetto.

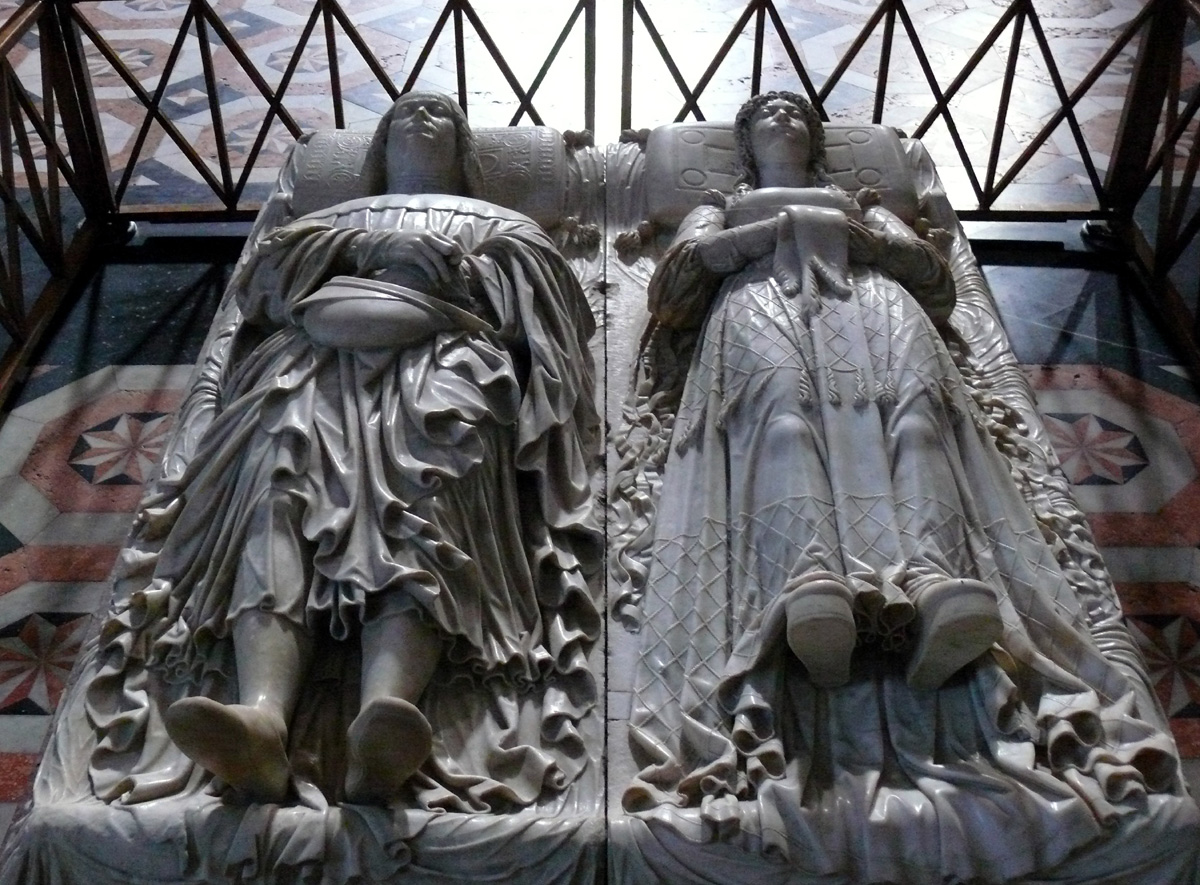
Ludovico e Beatrice

Tornato nel 1495 a Milano dopo un breve soggiorno veneziano in compagnia del fratello Andrea (nel 1489 vi eseguì le statue dell'altare Dragan nella Chiesa di Santa Maria della Carità), nel 1497 circa ricevette la commissione per la sua opera più celebre, il cenotafio di Ludovico il Moro e Beatrice d'Este, oggi collocato nel transetto sinistro della Certosa di Pavia ma commissionato per la chiesa di Santa Maria delle Grazie a Milano. 

Il sepolcro è vuoto in quanto Ludovico morì prigioniero di Luigi XII a Loches mentre la moglie, premortagli, è sepolta alle Grazie. Per l'estrema raffinatezza e morbidezza del modellato, il monumento è stato visto come la trasposizione in scultura degli stilemi pittorici di Leonardo.

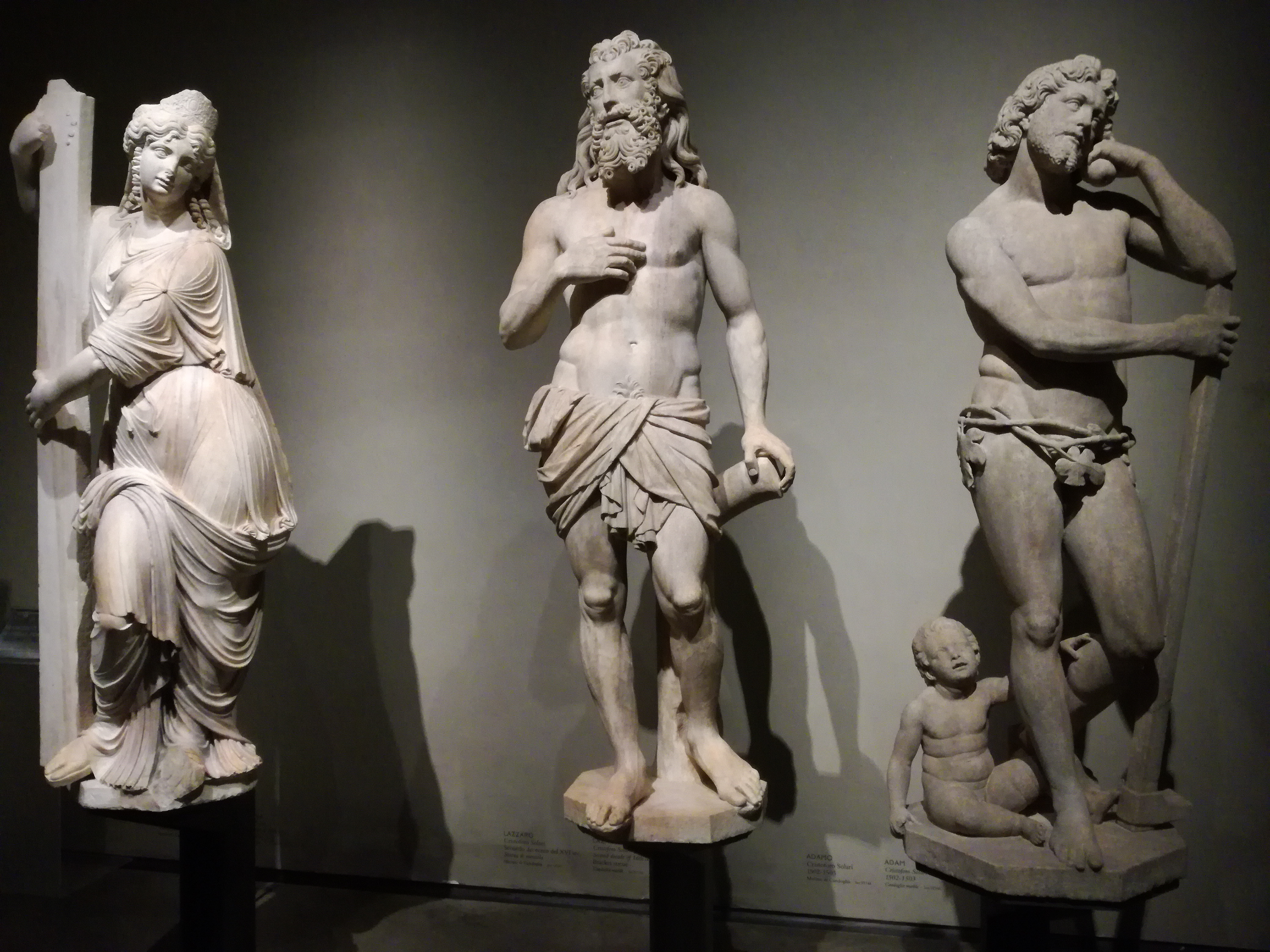
Sant'Elena con la croce, Lazzaro e Adamo con il piccolo Abele, Museo del duomo di Milano

Risalgono a questi anni le prime commissioni architettoniche, come l'incarico di coadiutore di Giovanni Antonio Amadeo alla Certosa di Pavia. 
Sul cantiere della Fabbrica del Duomo di Milano a partire dal 1502 gli venne affiancato come aiuto l'architetto Gerolamo Della Porta, che poi nel 1512 come ingegnere sarà da supporto anche all'Amadeo. 
Come architetto fu particolarmente influenzato dallo stile di Bramante, come testimonia il solenne impianto del monastero di San Pietro al Po presso Cremona e l'atrio porticato della Chiesa di Santa Maria presso San Celso a Milano.
Oltre che dalle opere milanesi del Bramante, potrebbe essere stato influenzato da quanto si stava realizzando a Roma nel primo decennio del secolo XVI. Infatti sono stati ipotizzati due viaggi tra il 1499 e il 1500 e tra il 1513 e il 1514, nella città, in cui si erano stabiliti i fratelli Alberto e Pietro.

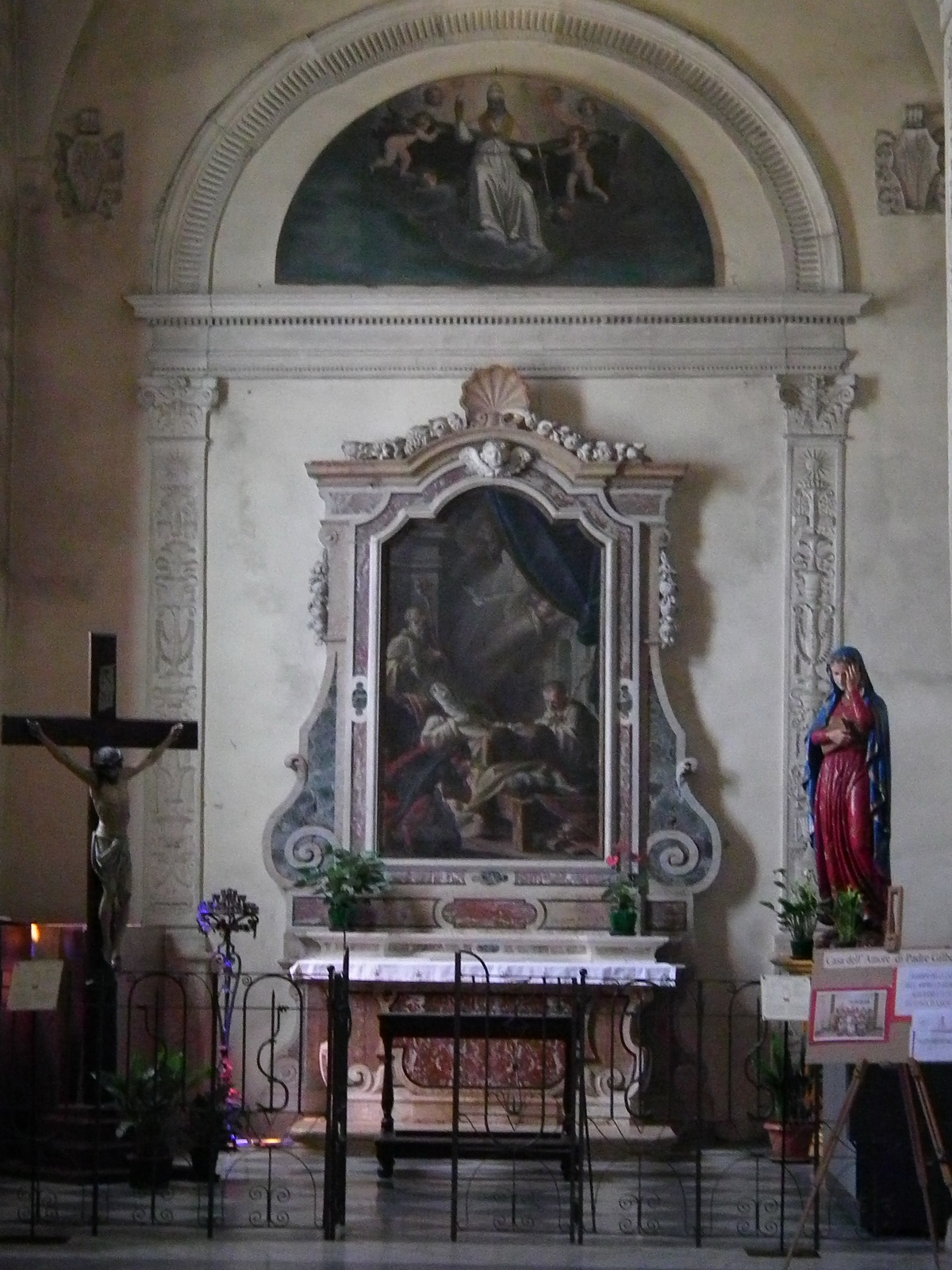
Lonigo, Cappella di Francesco II Gonzaga o di Santa Scolastica nel santuario di Santa Maria dei Miracoli.

## Opere[3]
- due tondi con Profeti nella facciata della chiesa di San Zaccaria
- Incoronazione della Vergine, ora nel seminario patriarcale, proveniente dalla distrutta chiesa di Santa Maria Celeste a Venezia
- sette Virtù della Galleria Franchetti alla Ca' d'Oro, da Santa Maria della Carità
- sculture della facciata della certosa di Pavia
- Cenotafio di Ludovico il Moro e Beatrice d'Este (certosa di Pavia)
- San Sebastiano, Adamo e Lazzaro-Giobbe (firmato), Cristo alla colonna e Davide con la testa di Golia nel Museo del duomo di Milano
- cappella di Francesco II Gonzaga nel santuario di Santa Maria dei Miracoli di Lonigo, eretta assieme al fratello Pietro tra il 1494 e il 1495.[4]